# Blowin’ in the Wind
A Blowin' in the Wind című szám Bob Dylan szerzeménye, melyet az 1962. áprilisi, The Freewheelin’ Bob Dylan című albumon adtak ki.
Protest song, amely a béke, háború, és szabadság filozofikus kérdéseit boncolgatja. Népszerűsége az idő múlásával sem csökkent, amit valószínűleg annak köszönhet, hogy a dalban felbukkanó kérdések nem konkrét politikai eseményt feszegetnek.

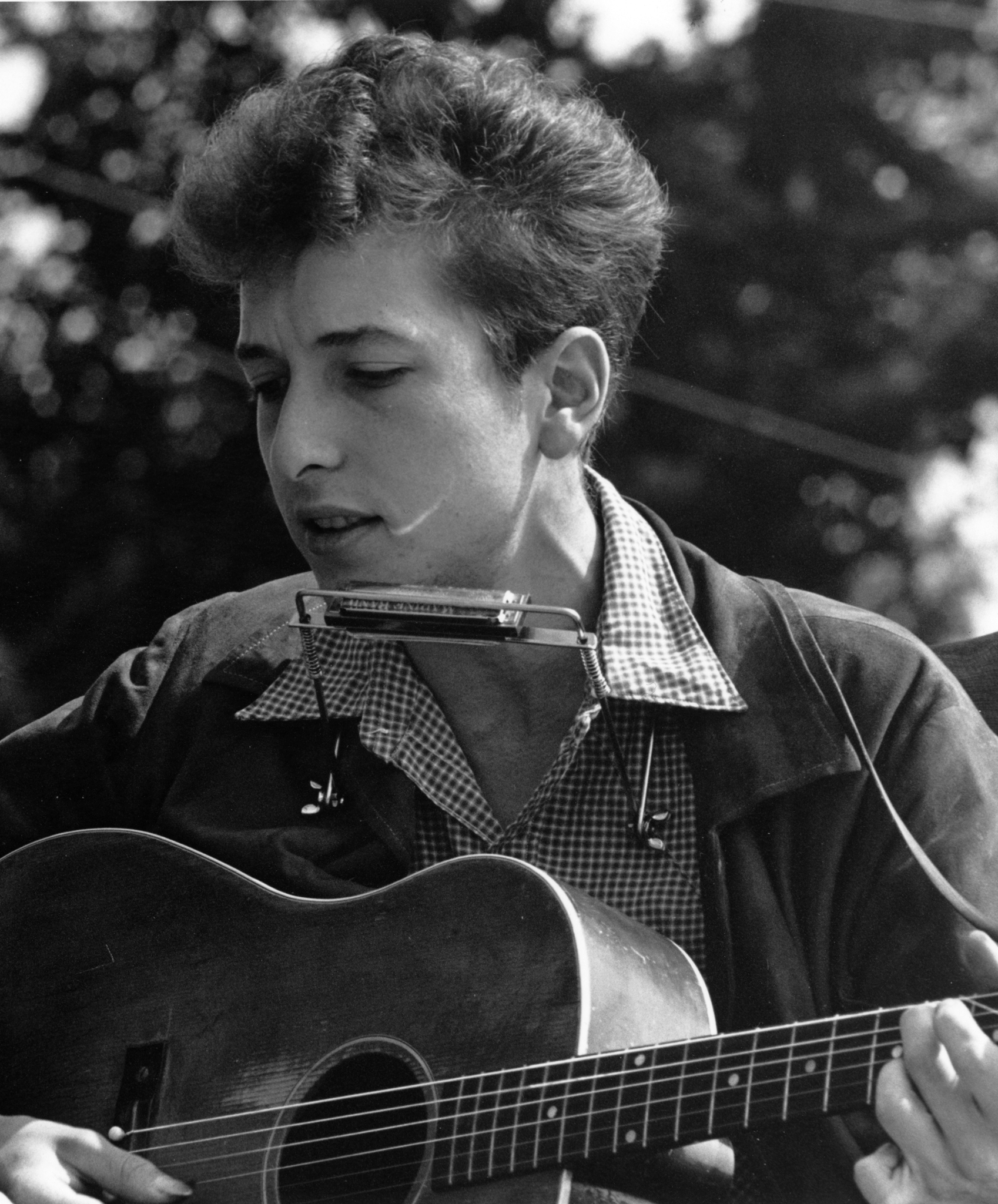
Bob Dylan 1963-ban

Több száz előadó feldolgozása közül a legismertebbek közé tartozik: Peter, Paul and Mary folkzenei trió, Chet Atkins country gitár virtuóz, Judy Collins folk énekesnő, Sam Cooke soul énekes, Marlene Dietrich, Elvis Presley, Stevie Wonder, John Fogerty, Me First and the Gimme Gimmes, és a Forrest Gump című díjnyertes filmben, az egyik szereplő, Jenny is előadta (Joan Baez énekelte). 2005-ben, Dolly Parton dolgozta fel.
Dylan először két versszakkal adta elő a számot. Dylan-gyűjtők között ma is forog az a legelső felvétel, amit a Gerdes Folk City-ben   rögzítettek. Röviddel ezután a fellépés után adta hozzá a számhoz a középső versszakot. Néhány kiadott változatban felcserélődik a második és harmadik versszak, valószínűleg azért, mert Dylan nem írta újra a szöveget, csak a végére biggyesztette az új részt. 1999-ben a Blowin' In The Wind megkapta azt a speciális Grammy-díjat, amit a történelmi jelentőségű, legalább 25 éves slágereknek ítélnek oda, és így bekerült a Grammy Hall of Fame gyűjteménybe.
A legtöbb interjúból az derül ki, hogy Dylan soha nem érezte úgy, hogy különösebben büszke volna erre a számra. Munkás dalnak nevezte, talán az eredetére utalva ezzel, hiszen a dallamát a No More Auction Block-ból vette, és a szöveg szerkezetének néhány részét pedig az 1953-as I Really Don't Want to Know című számból.
1963-ban Dylan először lépett fel ezzel a számmal az Egyesült Királyság tévénézői előtt, egy BBC televíziós felvételen.
1975-ben a dalt egy Srí Lanka-i angol nyelvkönyvben költeményként szerkesztették be. Felfordulást okozott az eset, mert Dylan száma Shakespeare egyik szonettjének a helyére került.
2004-ben, ez a szám lett a Rolling Stone magazinban minden idők legjobb 500 szerzeménye közül a 14.

## Dalszöveg
| Bob Dylan Blowin' In The Wind (részlet) … Yes, how many times must a man look up Before he can really see the sky? Yes, ’n’ how many ears must one man have Before he can hear people cry? Yes, ’n’ how many deaths will it take till he knows That too many people have died? The answer my friend is blowin' in the wind The answer is blowin' in the wind. – Blowin' In The Wind |

| Bob Dylan Mit fúj a szél (részlet) …Hányszor kell nézni fölfelé, Hogy előderengjen az ég? És meddig füleljen, aki csupa fül, Hogy meghallja: jajgatnak épp? És hány újabb hulla döbbenti rá, Hogy hullákból most már elég? Ha válasz kell, hallgasd, hogy mit fúj a szél, Csak hallgasd, hogy mit fúj a szél. – Barna Imre fordítása |